# 斯特凡诺·弗拉奎利
斯特凡诺·弗拉奎利（義大利語：Stefano Fraquelli，1972年7月18日—），意大利男子赛艇运动员。他曾代表意大利参加世界赛艇锦标赛，获得一枚金牌和二枚铜牌，均来自男子轻量级八人单桨有舵手项目。